# Ross (Contea di Allegheny, Pennsylvania)
Ross  è una township degli Stati Uniti d'America, nella contea di Allegheny nello Stato della Pennsylvania. Secondo il censimento del 2000 la popolazione è di 32.551 abitanti.

## Società

### Evoluzione demografica
La composizione etnica vede una prevalenza della razza bianca (95,93%) seguita da quella asiatica (1,80%), dati del 2000.
| township di Ross Popolazione |        |
| 2000                         | 32.551 |
| Stima al 01-07-07            | 30.634 |